# 마차부자리 이오타
마차부자리 이오타 ( ι 이오타, 약칭 Iota Aur, ι Aur )는 공식적으로 하살레 /ˈhæsəleɪ/는 북반구의 대표적인 별자리 중 하나인 마차부자리에 있는 항성이다. 이 항성은 육안으로 쉽게 볼 수 있을 만큼 충분히 밝은  겉보기 등급을 가지고 있다. 연주 시차 측정값에 따라 이 항성은 태양으로부터 약 490 광년 (150 pc) 정도 떨어져 있다.

## 명명법
마차부자리 이오타 (Latinised to Iota Aurigae)는 이 항성의 바이어 명명법 명칭이다.
전통적인 이름인 Al Kab,  Kabdhilinan /kæbˈdɪlɪnæn/, 아랍어 كعب ذي العنان kaʽb ðīl-ʽinān, 한국어 발음으로는 알캅이라고 이름이 붙여졌다. 이 이름의 뜻은 마차부의 발목이라는 뜻이다. 이 항성은 1391년, 제프리 초서가 만든 그의 아스트롤라베에서 처음으로 기록에 남겨졌다.
1951년 안토닌 베차바쉬의 지도책에 하사레라는 항성 이름이 적혀 있었다. 이름의 유래와 의미는 남겨져 있는 어떤 기록으로도 불구하고 발견되지 않았으며, 어떤 언어와도 연관성도 발견되지 않았다. IAU Working Group on Star Names(WGSN)는 이 항성의 명칭으로 하사레를 승인했다.
중국어로는 五車一이라고 한다.

## 속성
마차부자리 이오타의 거리에서 성간 먼지로 인한 소광 로 인해 연주시차각의 크기가 약 0.6 정도 감소했다. 이 항성의 스펙트럼을 조사한 결과 K3II의 항성 분류로 나타났다. 광도 등급 'II'는 이것이 밝은 거성으로 알려진 진화된 별의 범주임을 나타낸다. 1943년 이후로 이 별의 스펙트럼은 다른 별을 분류하는 안정된 기준점 중 하나가 되었다.  외부 봉투의 유효 온도는 4,160 켈빈으로 태양의 유효 온도보다 약간 더 차갑다. 마차부자리 이오타는 전형적인 K형 별의 오렌지색 색깔로 밤하늘에서 관측된다.
약 1.8 × 1027 ergs s−1 의 X선 광도를 갖는 약한 X선 방사체이다. 이 방출은 온도가 약 3000000 켈빈 이상의 온도를 띄는 마차부자리 이오타의 외부 대기에 의해 발생했을 가능성이 크다. 이 항성은 변광성인 것이 명확하게 밝혀지진 않았지만 변광성으로 의심되거나 추측되는 몇몇 후보군들 중 하나에 속하는 항성이다.

### 미확인 동반성
2007년 6월 25일 부터 29일까지 열린 그리스 산토리니에서 개최된 Extreme Solar Systems 회의에서 리퍼트 엣 올 연구진은 2:1의 궤도 공명으로 마차부자리 이오타 주변 궤도를 도는 두 개의 동반성 후보를 감지했다고 발표했다. 이 동반성 후보는 마차부자리 이오타 주위를 공전 주기 약 2~4년 정도로 공전하는 갈색 왜성으로 추측된다. 동반성 후보군에 대한 최소 질량은 아직 밝혀지지 않았다. 아직까지 탐지가 확인되지 않았지만 허커 연구진은 767일과 1586일의 기간에 상당한 시선 속도 변화를 발표했다.